# 塀の中の中学校
塀の中の中学校（へいのなかのちゅうがっこう）は、2010年10月11日の21:00-23-24（JST）に、TBS系列にて放映された、単発スペシャルのテレビドラマ。ハイビジョン制作。視聴率13.5%。平成22年度文化庁芸術祭参加作品。
2011年には、モンテカルロ・テレビ祭のテレビ・フィルム部門においてゴールデンニンフ賞（最優秀作品賞）、モナコ赤十字賞、最優秀男優賞（渡辺謙に対し）を受賞、3冠に輝いた。

## 概要
- 長野県松本市にある「松本少年刑務所」の中に実在する、刑務所の中にある公立中学校「松本市立旭町中学校桐分校」を舞台にした、「生徒」と先生との交流を描いたものである。過去にJNN報道特集のシリーズで数回にわたってこの「桐分校」にスポットを当てたルポルタージュが放送されたが、これがモチーフとされている。
- 日本のテレビドラマ史上初の「刑務所内でのロケ撮影」が行われた。
- エキストラも含め、キャストが全員男性であることも大きな特徴。
- 2012年10月に大滝秀治が亡くなったため、大滝のお別れの会が執り行われた2012年10月22日に再放送された（関東地区ほか一部地域のみ）。

## キャスト
石川順平（29）
演 - オダギリジョー
本作の主人公。桐分校教師で副担任。昨年度までは少年院に5年間教官として勤務し、今年度より桐分校に赴任する。元はカメラマンを志望していたが、安定した生活を求めて公務員になることを選択するものの夢を諦めきれずにいた。犯罪者に手厚く対応することには疑問を抱いており、教育の機会を与えることに対しても消極的で年齢もバラバラで様々な境遇を持つ生徒たちへの対応に加えて、試しに応募した作品が入選候補に選ばれたことで苦悩と葛藤を抱えることになる。終盤では桐分校を卒業して元いた北海道の刑務所へ移送される佐々木に付き添って北海道まで行った。

### 桐分校生徒
佐々木昭男（76）
演 - 大滝秀治
長崎県出身。今年度の桐分校生の最年長。少年時代、シベリアに抑留された父親に代わって家族を支えるために栃木の豆腐屋で住み込みで働いており、それがきっかけで学校にはほとんど通っていなかったため読み書きも計算もろくにできていない。若くして結婚し子宝にも恵まれるが、妻が認知症を患って介護が必要となり、その認知症を患った妻を10年間ずっと介護していたが限界を感じてついに殺害し、自身も死のうとしたが死にきれず自ら出頭し殺人罪で懲役7年の刑に服す。慢性膵炎、糖尿病に加えて狭心症を患っており、その狭心症による胸の痛みを抑えるためいつもニトログリセリンを飲んでいる（ある日胸の痛みで倒れた際には精密検査して場合によっては心臓バイパス手術が必要だと医務官から告げられた）。生徒たちの中では唯一模範囚とされており、そのため食事の後にご褒美としてシュークリームが出された。終盤では桐分校卒業後に元いた北海道の刑務所へ再び移送され、その際には石川に付き添われた。
ジャック原田（66）
演 - すまけい
本名は西川房雄。東京都出身。幼少期に母親がギャンブルに没頭した挙句、男と一緒に消えた過去を持つ。学習能力は小学校3年程度とのこと。25歳の頃からジャック原田と名乗っては嘘を重ねて結婚詐欺を繰り返してきたが、被害者の一人が貢ぐために公金横領をしたことを機に逮捕され懲役7年の刑を下される。脳梗塞で倒れ左半身が不自由である（演じたすまけい自身も脳梗塞で倒れて左半身が不自由であった）。後に小山田の嫌がらせの標的にされるが、小山田が去った後も残された植木鉢を彼に代わって育て続けた。
川田希望（50）
演 - 渡辺謙
岩手県花巻市出身。元とび職人。小学校4年に上がる前に父親が亡くなったことを機に始まった陰湿なイジメが原因で不登校になる。父親の友人に拾われ職人となり腕が良かったことから親方になったものの学もなく読み書きができないことを馬鹿にされたことで相手の職人二人を殺害し、殺人罪により15年の刑に服している。将来への希望を見失っており、入学した本当の目的は遺書を書けるだけの知識を身につけるためで遠足の時に脱走して自殺をしようと考えていたが、学校生活と息子との面会を経て、生きる意欲を取り戻していった。終盤の遠足のバスで石川に全てを打ち明けて更生することを誓い指導してくれたことへの感謝の握手を交わした。
小山田善太郎（39）
演 - 千原せいじ
兵庫県芦屋市出身。家族に商社マンの父と弟、妹がいる。小学校6年の時に原因不明の難病にかかったことで小学校を卒業できなくて2年も留年し、そのため再び6年生をやることになって弟は上級生になり、妹と同級生になり、それがきっかけで兄としてのプライドが傷付いて不登校になって非行を繰り返した末に家出して的屋と兼業の植木屋に拾われたが、32歳の時に対立する新参の業者の出店を放火した際に無関係の子供を死なせたことで懲役12年の刑に服している。植木屋にいた経験から植物の知識が豊富で、入学時に与えられた植木鉢を大事に育てていた。本人曰く強い男であることを示すために背中の不動明王を中心に全身に入れ墨が彫られている。刑務作業から逃れる目的で分校生になったものの、勉強嫌いであったことから授業に嫌気が差すようになり、佐々木や原田に対する嫌がらせなどのトラブルを起こすようになる。やがて、学校を辞めさせてもらえなかったことに激昂して自殺未遂を起こすが、川田に説得されたことで踏み留まり、石川と同級生たちに今度は更生することを約束して元いた岡山刑務所に連行されていった。なお、今回の分校生の中では唯一途中で退学処分となって卒業には至らなかった生徒である。
田中秀一（22）
演 - 染谷将太
生徒の中では最年少。芸名は龍神姫之丞。大分県を拠点にする大衆演劇の龍神一座の家系で生まれ育ち、幼い頃からずっと舞台に立つのが忙しくて小学校も中学校もろくに行っていなかった。しかし父の小五郎からは高校へは行かせると約束されたのに行かせてもらえず、そのため父を恨み続けてついには父をかんざしで刺したため殺人未遂で懲役4年6ヶ月の刑に服す。幼い頃から甲子園に行くことが夢で、舞台の合間を縫って壁に向かってキャッチボールをしていた。

### 刑務所関係者
三宅雄太（57）
演 - 角野卓造
桐分校教師。石川と共に桐分校の担任となる。桐分校では長年ずっと教師を務めており、これまでに日本各地の刑務所から分校に集められたたくさんの義務教育を終えていない受刑者たちに勉強を教えてきたベテラン教師である。自身が今回担任していた分校生の中では小山田のみ唯一途中で退学処分となって卒業には至らなかった。
野口宏治（54）
演 - 矢崎滋
刑務所長
杉田一夫（43）
演 - 村田雄浩
刑務官。常に厳しい態度で生徒たちに接している。終盤では桐分校を卒業した佐々木が元いた北海道の刑務所へ移送され、その際には石川と共にその佐々木に付き添って北海道まで行った。
橋本肇
演 - 山本哲也
刑務官担当医（医務官）。佐々木の狭心症がかなり悪化していることに驚き、もし次に発作が起きたら精密検査をし、場合によっては心臓バイパス手術が必要だと告げた。
広沢
演 - 松澤一之
教官。
藤水
演 - 八十田勇一
教官。
菊地
演 - 掛田誠
刑務官。
清水
演 - 大坪貴史
刑務官。
その他刑務官
今井靖彦、中川素州、南誉士広、井殿雅和、村岡弘之

### その他
森大河
演 - 森山未來
川田希望の息子。父の希望とは違って昔からとても勉強ができて成績優秀であり、そのため博士号を持っており、大学の教授を務めている。
太田努
演 - 高橋克実
カメラ誌編集長。編集社を訪れた石川に写真が落選した理由を告げるが、それがきっかけで石川の心は傷つき、ある騒動に繋がってしまう。
高木和雄
演 - 金田明夫
本校校長。
龍神小五郎
演 - 蟹江敬三
龍神姫之丞の父親で、龍神一座の座長。先述の通り息子の秀一との約束を反故にしたことで息子の恨みを買い、刺されて重傷を負う。息子を犯罪者にしてしまったことには負い目を感じており、後に面会に訪れた際に当時の約束を守らなかったことを謝罪し、大検のパンフレットを見せて「今度こそ学校に行かせてやる」と宣言する。
石川政明
演 - 橋爪功
石川順平の父。自身が平凡な営業マンであるのに対して息子が法務省の役人を務めていることに誇りを持っている。
卒業式来賓
演 - 大門伍朗

## スタッフ
- 脚本：内館牧子
- 演出：清弘誠
- 音楽：城之内ミサ
- ロケ協力：松本フィルムコミッション、旭川コンベンションビューロー、秦野フィルムコミッション、デジタルハリウッド大学、八王子健康ランドふろッぴィ
- 企画協力：巡田忠彦、角谷敏夫
- プロデュース：清弘誠、北川雅一、荒井光明
- 協力：法務省、松本少年刑務所、旭川刑務所
- 製作著作：TBS